# Boissei-la-Lande
Boissei-la-Lande é uma comuna francesa na região administrativa da Normandia, no departamento Orne. Estende-se por uma área de 6,93 km². Em 2010 a comuna tinha 129 habitantes (densidade: 18,6 hab./km²).